# أماندا دي أندرادي
أماندا دي أندرادي (بالبرتغالية: Amanda) مواليد 20 ديسمبر 1989 في البرازيل، هي لاعبة كرة يد برازيلية تلعب كظهير أيسر. مثلت منتخب البرازيل لكرة اليد للسيدات. حققت المركز الأول في بطولة العالم لكرة اليد للسيدات 2013.

## سجل المنافسة
شاركت في البطولات التالية:
- بطولة العالم لكرة اليد للسيدات 2013
- بطولة العالم لكرة اليد للسيدات 2015

## الإنجازات
- بطولة العالم لكرة اليد للسيدات:
  - الفوز: 2013
- بطولة بان أميركان لكرة اليد للسيدات:
  - الفوز: 2015